# María Luisa García
María Luisa García Sánchez (Figaredo, 7 de julio de 1919-Mieres, 12 de octubre de 2019) fue una chef española y escritora de libros de cocina y experta en gastronomía y tradiciones culinarias de Asturias.

## Biografía
García nació en Figaredo, una pequeña parroquia en el municipio de Mieres.
En 1957 recibió una beca de la Escuela de Especialidades Ruiz de Alda de Madrid gracias a la que se formó en cocina, dietética, pedagogía, decoración y arte entre otras disciplinas. En 1989 fue seleccionada por el arzobispado de Oviedo para cocinar para el papa Juan Pablo II durante su visita al Principado de Asturias.
María Luisa García murió en su casa mierense el 12 de octubre de 2019 a la edad de 100 años. Su funeral se celebró en la parroquia de San Pedro Apóstol en Mieres.

## Labor docente
Tras estudiar artes culinarias en Madrid, en 1959 volvió a Mieres donde comenzó su carrera de enseñanza de cocina en la escuela hogar, además de en el teleclub de Lloreo y en La Peña, dos localidades asturianas. En los años 60 sus formaciones llegaron a otras zonas de Asturias en forma de cursos de dos meses de duración.
A mediados de los años 90, impartió cursos de cocina en centros asturianos de varios países, como Bélgica, Alemania, Suiza, Argentina, Chile y Venezuela.

## Publicaciones
Sus colegas y estudiantes la animaron a compilar y publicar su primer libro de cocina sobre cocina asturiana, que originalmente fue concebido como un texto adicional para sus clases de cocina.
En 1970 publicó su primer libro, El arte de cocinar que ha alcanzado las 30 ediciones y ha superado el medio millón de copias vendidas. Sin embargo, María Luisa lo concibió en su origen como un libro de apoyo a la formación para sus estudiantes, por lo que ella misma se encargaba de su distribución. En 1971 publicó Platos típicos de Asturias y en 1972 colaboró, junto con otros chefs, en la redacción de los ocho tomos de la enciclopedia El libro de oro de la cocina española. Publicó una segunda parte de su libro de cocina El arte de cocinar en 1982.
En 2011, la Editorial Sobremesa publicó una recopilación de las 101 mejores recetas de María Luisa con el título La cocina de María Luisa. La selección fue realizada por chefs de prestigio como Elvira Fernández, Nacho Manzano, Pedro Morán o Javier Loya.

## Reconocimientos
Recibió varios premios culturales y culinarios, incluyendo la Insignia de Oro de la Hostelería de Asturias y el Premio Grouse del Centro Asturiano de Madrid.
María Luisa es la presidenta honorífica del Club de las Guisanderas de Asturias.